# Von Helbig

Von Helbig is een geslacht waarvan leden sinds 1842 tot de Nederlandse adel behoorden en dat in 1896 uitstierf.

## Geschiedenis
De stamreeks begint met Georg Michael Helbig (1711-1774), Kammer- und Bergrat van koning August II van Polen die betrokken was bij de fabricage van Meissenporcelein. Zijn zoon Johann Friedrich (†1804), Pruisisch handelsraad te Berlijn, werd in 1779 door keizer Joseph II in de adel van het H.R.Rijk verheven. Diens zoon Georg August Louis (1777-1859) werd bij Koninklijk Besluit van 24 november 1842 ingelijfd in de Nederlandse adel. Met een zoon van de laatste stierf het geslacht in 1896 uit.

## Enkele telgen
Jhr. Georg August Louis von Helbig (1777-1859), vanaf 1793 officier, vanaf 1814 in Nederlandse dienst, laatstelijk als luitenant-kolonel en commandant van fort Bath
- Jhr. Henri Frederic Adolf von Helbig (1814-1896), vanaf 1832 officier, laatstelijk kapitein, laatste telg van het geslacht